# 維吾爾語文字
維吾爾語字母共32個，用於拼寫維吾爾語。維吾爾文現存三種字母體系：
在中國新疆維吾爾自治區，使用：
- 阿拉伯字母體系的老維文（ئۇيغۇر ئەرەب يېزىقى或كونا يېزىق，UEY）

由於以前電腦系統不能有效處理老维文, 因此出現老維文拉丁化方案， 提出:
- 拉丁字母體系的拉丁維文（Uyghur Latin Yëziqi，ULY）

在蘇聯國家，使用：
- 以西里爾字母為基礎的西里爾維文（Уйғур Kирил Йезиқи，UKY）

另外，在20世纪的60年代到80年代，新疆曾經有一套以漢語拼音為基礎的新維文（或，UYY），後已廢止。此外，中文學術界通行1984年對新維文的修正， 其中以捷克字母做替換/sh, /zh, /ch, c/j, 以希臘字母替換γ/gh。

## 字母表
下表为五种不同形式的维文字母。
| 顺序 | 老维文 （UEY） | 拉丁维文 （ULY） | 新维文 （UYY） | 西里尔维文 （UKY） | 国际音标 |
| ---- | -------------- | ---------------- | -------------- | ------------------ | -------- |
| 1    | ا، ئا          | A a              | A a            | А а                | /ɑ/      |
| 2    | ە، ئە          | E e              | Ə ə            | Ə ә                | /ɛ/~/æ/  |
| 3    | ب              | B b              | B b            | Б б                | /b/      |
| 4    | پ              | P p              | P p            | П п                | /p/      |
| 5    | ت              | T t              | T t            | Т т                | /t/      |
| 6    | ج              | J j              | J j            | Җ җ                | /d͡ʒ/     |
| 7    | چ              | Ch ch            | Q q            | Ч ч                | /t͡ʃ/     |
| 8    | خ              | X x              | H h            | Х х                | /χ/      |
| 9    | د              | D d              | D d            | Д д                | /d/      |
| 10   | ر              | R r              | R r            | Р р                | /r/      |
| 11   | ز              | Z z              | Z z            | З з                | /z/      |
| 12   | ژ              | Zh zh            | Ⱬ ⱬ            | Ж ж                | /ʒ/      |
| 13   | س              | S s              | S s            | С с                | /s/      |
| 14   | ش              | Sh sh            | X x            | Ш ш                | /ʃ/      |
| 15   | غ              | Gh gh            | Ƣ ƣ            | Ғ ғ                | /ʁ/      |
| 16   | ف              | F f              | F f            | Ф ф                | /f/      |
| 17   | ق              | Q q              | Ⱪ ⱪ            | Қ қ                | /q/      |
| 18   | ك              | K k              | K k            | К к                | /k/      |
| 19   | گ              | G g              | G g            | Г г                | /ɡ/      |
| 20   | ڭ              | Ng ng            | Ng ng          | Ң ң                | /ŋ/      |
| 21   | ل              | L l              | L l            | Л л                | /l/      |
| 22   | م              | M m              | M m            | М м                | /m/      |
| 23   | ن              | N n              | N n            | Н н                | /n/      |
| 24   | ھ              | H h              | Ⱨ ⱨ            | Һ һ                | /h/      |
| 25   | و، ئو          | O o              | O o            | О о                | /o/      |
| 26   | ۇ، ئۇ          | U u              | U u            | У у                | /u/      |
| 27   | ۆ، ئۆ          | Ö ö              | Ɵ ɵ            | Ө ө                | /ø/      |
| 28   | ۈ، ئۈ          | Ü ü              | Ü ü            | Ү ү                | /y/      |
| 29   | ۋ              | W w              | W w / V v      | В в                | /w/~/v/  |
| 30   | ې، ئې          | Ë ë              | E e            | Е е                | /e/      |
| 31   | ى، ئى          | I i              | I i            | И и                | /i/~/ɨ/  |
| 32   | ي              | Y y              | Y y            | Й й                | /j/      |

- 在零声母音节中，元音以⟨ﺋ⟩开头。

西里尔维文独有的单字母（其他系统中为两个字母相拼）：
| 西里爾維文 | 老維文 | 拉丁維文 | 新维文 | 国际音标 |
| ---------- | ------ | -------- | ------ | -------- |
| Ю ю        | ي‍‍ۇ     | Yu yu    | Yu yu  | /ju/     |
| Я я        | ي‍‍ا     | Ya ya    | Ya ya  | /ja/     |

## 字母表介绍

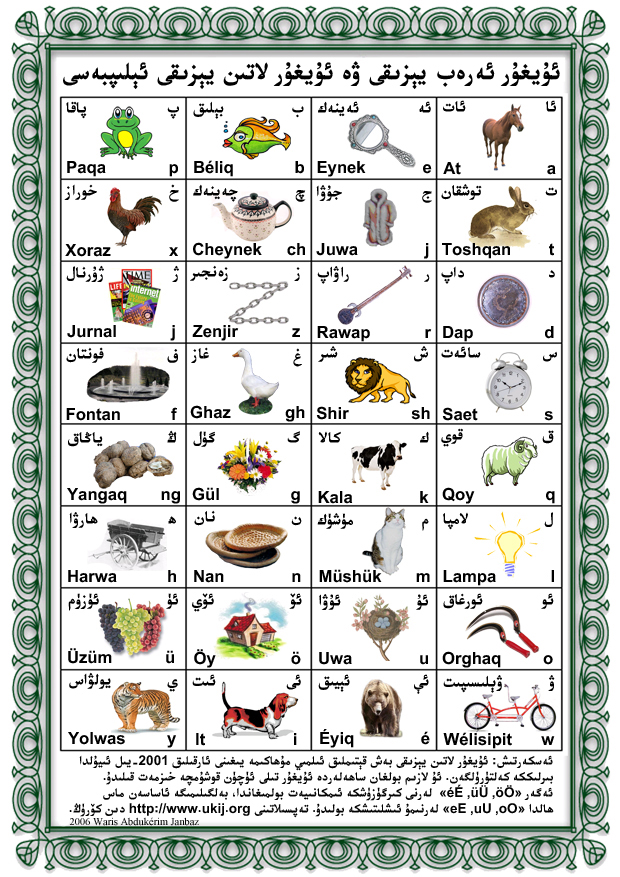
维吾尔文的教学，老维文与新维文并行进行

三套维文字母的单词拼写规则以及发音完全一致，只有个别细节有些特殊之处。

### 老维文（UEY）
源自察合台文的老维文是目前使用最广泛的一套维吾尔文字，自维吾尔族先民接受伊斯兰教开始，便逐渐开始使用，並經歷過數次改革。几乎所有的维吾尔语文本皆以老维文写成。清廷编撰的《钦定西域同文志》中，称维吾尔族先民的语言为回语，文字为回文:15。
老维文基于阿拉伯字母，所以没有大小写之分，符合阿拉伯字母的书写顺序和其他的规则，但和其他使用阿拉伯字母的文字有一个明显区别，即老维文中的元音和辅音字母一样，均为单独的字母，而不使用符号来表示。老维文是严格的读写一一对应字母表，所以并没有吸收阿拉伯字母表中的全部字母，并增加了一些波斯语字母，以及适应突厥语语音的字母。
- 老维文的元音字母在词头，或者独立形式，都必须在前面加上ئ。在词中的两个元音之间，也有ئ出现，表示停顿，这种情况多出现在阿拉伯语的外來語中。在源自汉语的外來語中，有些词中的连续元音，不再有ئ。ئ并不列入老维文字母表中。

随着计算机技术发展到现在，老维文已经得到了几乎所有计算机系统很好的支持，包括Windows 系统、Linux 系统、macOS 系统、iOS 系统、安卓系统均已支持老维文输入。

### 拉丁维文（ULY）
拉丁维文最新方案于2008年，由新疆维吾尔自治区民族语言文字工作委员会研究中心编制，在该方案中指出“此方案只是一个科研成果，如果需要，在某些方面有且仅可作为一种辅助工具，但决不允许代替现的维吾尔文来使用”，因此它不是新疆维吾尔自治区的官方文字。拉丁维文的创建最初是为了便于计算机上维吾尔文的使用。
海外的维吾尔团体，因生活在使用英语和拉丁字母的环境里，对拉丁维文的接受度较高。此外，由于基于拉丁字母的各种计算机字体丰富，一些设计工作者或自认为较潮的本土民众亦喜欢使用拉丁维文.

### 西里尔维文（UKY）
西里尔维文是建立在西里尔字母基础上的维吾尔文字，有印刷体和手写体的区别。除了维语32个字母外，还另有ы ё ц э ю я几个字母用于俄语外来词。

### 范例
三种不同维文字母的范例：
老維文（UEY）：ئۇيغۇرچە يۇنىكود ئاساس قىلىنغان تېكىست كىرگۈزۈش رامكىسى.‏
拉丁維文（ULY）：
西里爾維文（UKY）：

## 编码

### 信息处理用标准
1989年12月29日，国家技术监督局起草了《中华人民共和国国家标准GB12050-1989信息处理信息交换用维吾尔文编码图形字符集》，1990年7月1日实施，起草单位为新疆大学等单位。
2008年4月11日， 全国信息技术标准化技术委员会发布了《GB 21669-2008 信息技术 维吾尔文、哈萨克文、柯尔克孜文编码字符集》，2008年9月1日实施，由新疆大学、新疆维吾尔自治区民族语言文字工作委员会、新疆维吾尔自治区质量技术监督局、中国电子技术标准化研究所起草，起草人为吾守尔·斯拉木、何正安、依米提·艾则孜、吐尔逊·巴克、亚森、艾尔肯·伊米尔、瓦依提·阿不力孜、马克来克·玉买尔拜、陈壮、代红。 此标准依照国际标准Unicode/ISO10646制定。

### 键盘输入
1990年代末，新疆大学率先实现维吾尔文网站技术。此后到2000年代已推广到整个新疆维吾尔自治区。尤其是在南疆等地，维吾尔文网站为那些不懂汉文的维吾尔族人打开了了解世界的窗户。
2000年，维吾尔计算机科学协会成立于新疆大学，致力于维吾尔文软件的开发，unicode技术的推广，拉丁维文（ULY）的制定及应用。
2004年1月29日，中华人民共和国推出第一款维吾尔文手机，这是该国第一款少数民族语言文字手机。此款手机可在汉文、英文、维吾尔文之间自由转换，不仅可使用维吾尔语“语音短信”服务，还提供维吾尔文手机菜单、输入维吾尔文短信的功能。
2010年，新疆维吾尔自治区的IT企业卡尔罗媒体科技有限公司推出了苹果系统上的维吾尔文输入法、维吾尔文校对系统、维吾尔—汉—英双向词典、维吾尔文编辑等多款软件，支持苹果公司的iPhone4手机、iPad平板电脑。
2010年，新疆维吾尔自治区塔城强国科技有限公司推出维哈柯语键盘输入法，使维吾尔文、哈萨克文、柯尔克孜文从单字母输入变为词组智能输入，填补了维哈柯语智能键盘输入领域的空白。这是中华人民共和国第一款支持国家强制性标准的维哈柯语输入法软件。

### 键盘布局

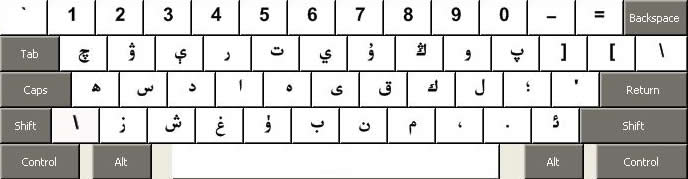
基本布局